# Следствие ведут ЗнаТоКи. Полуденный вор
«Следствие ведут ЗнаТоКи. Полуденный вор» — 18-й художественный детективный фильм 1985 года из серии фильмов «Следствие ведут ЗнаТоКи».

## Сюжет
В разработку «Знатоков» попадают два дела. Одно из них связано с бандой, промышляющей угоном и сбытом автомобилей. Другое — с вором-«гастролёром» Глебом Цараповым. Уникальная особенность преступника заключается в том, что свои кражи он совершает ровно в полдень, каждый раз проявляя при этом недюжинную изобретательность и хладнокровие. Застигнутый на месте преступления хозяином квартиры, Царапов уверенно имитирует производство обыска и, улучив момент, быстро скрывается. Впрочем, хозяин, сам являющийся нечистоплотным человеком, испытывает облегчение, обнаружив, что его всего лишь обокрали.
Жертвой банды угонщиков становится владелица машины «Жигули» Раиса Глазунова, отдавшая машину в ремонт автомеханику — члену преступной группы. Механик продал автомобиль Глазуновой «нужному» человеку, а владелице пообещал «посильную» выплату стоимости автомобиля только при условии её необращения по этому вопросу в милицию. Глазунова отказывается от предложения и подаёт заявление в милицию. Местный участковый начинает рутинное расследование, но оснований для возбуждения уголовного дела недостаточно, ибо нет документов, которые бы подтверждали факт передачи автомобиля на ремонт подозреваемому автомеханику. Не доверяя милиции и пытаясь сама разыскать свою машину, Раиса в процессе поисков и слежки пересекается с «полуденным вором». Царапова привлекла богатая квартира одного из членов банды, а именно директора небольшого стадиона Пузановского, по кличке «Пузо». Между Цараповым и Глазуновой возникает симпатия.
Бандиты, по-видимому, занимаются угоном и перепродажей автомобилей, а также квалифицированно подделывают документы. Из повествования — иносказательного разговора между Пепкиным и «Тыквой» о «недоехавшем покупателе с юга» — косвенно следует, что на их совести также есть убийство: 
Тыква придвигается к Печкину и шепчет:
— Я слыхал, того покупателя... который с юга... вроде водолазы ищут. Пузу сказать?
— Обожрётся от нервов — лопнет. Да и нам-то с тобой что? Покупатель тогда просто не пришёл... почему-то. Верно?
Тыква мечтательно улыбается, и Печкин отвечает ему мерзкой своей ухмылкой.
Томин берёт Пузановского в разработку, знакомится с ним, выдавая себя за богатого покупателя. Пузановский предлагает Томину приобрести недавно угнанный автомобиль ГАЗ-24, но внезапное вмешательство оперативной группы из местного РОВД, опознавшей украденный автомобиль, затрудняет работу Томина.
Следствие выходит на след Царапова. Обнаруживаются улики — изъятые в комиссионном магазине украденные магнитофоны, золотые и серебряные столовые приборы, а также меха, проданные Цараповым продавщице вино-водочного магазина, джинсы, предложенные им таксисту. Знаменский определяет местонахождение вора (в районе Басманных улиц), но при попытке задержания на съёмной квартире Царапов уходит.
Наблюдая за квартирой Пузановского, Царапов замечает Раису, которая намерена самостоятельно разоблачить банду угонщиков. Несмотря на «кодекс» вора, запрещающий ему иметь имущество, постоянное место проживания, близкие отношения, Царапов проникается симпатией и любовью к Раисе и искренне помогает ей. В частности, он проникает в квартиру Пузановского с целью вынудить того оплатить стоимость как украденных «Жигулей», так и недавно украденной у якобы его друга чёрной «Волги», но угрожает тому не физической расправой, а обращением в милицию. Перед этим Царапов обыскал квартиру и с лёгкостью нашёл и выкрал значительные денежные суммы, спрятанные там. Но Раиса в неподходящий момент вмешивается в разговор, и они с Глебом оказываются запертыми в комнате. Пузановский спешно вызывает к себе на квартиру всю шайку, и те решают убить ненужных свидетелей. Ситуацию спасает подруга Раисы, обеспокоенная долгим её отсутствием. Оперативная группа и майор Томин врываются в квартиру, когда началась жестокая драка и уже дошло до поножовщины.
Сильные любовные чувства побудили Царапова к раскаянию, на следствии он добровольно выдал большое количество похищенных ценностей, спрятанных им в лесу.
У Знаменского и Томина появляется новый начальник — полковник Алексеев (Аристарх Ливанов).

## Роли и исполнители

### Главные роли
- Георгий Мартынюк — Знаменский Павел Павлович
- Леонид Каневский — Томин Александр Николаевич
- Эльза Леждей — Кибрит Зинаида Яновна

### В ролях
- Марина Неёлова — Раиса Глазунова
- Сергей Сазонтьев — Глеб Царапов
- Виталий Варганов — Иван Данилович Пузановский «Пузо»
- Владимир Земляникин — автослесарь Борис Анатольевич Молотков
- Владимир Сошальский — Лёша Пепкин (по книге — Печкин)
- Александр Ильин — Юра «Тыква»
- Татьяна Бестаева — продавщица Маня, скупщица краденого
- Аристарх Ливанов — полковник Алексеев
- Галина Петрова — Татьяна, подруга Раисы
- Сергей Проханов — Иван Агафонов
- Виктор Вишняк — Константин «Самородок»
- Радий Афанасьев — Пекуровский, доцент
- Леонид Сатановский — Шариков, ограбленный Цараповым завмаг
- Георгий Горбачёв — Олег Модестович Негодяев
- Анатолий Михеев — таксист
- Владимир Ушаков — Виктор Клячко
- Юрий Соколов — Федя
- Александр Кириллов — продавец в комиссионке
- Вячеслав Степанов — товаровед
- Юрий Никулин — Птахин, лейтенант
- Виктор Корешков — капитан
- Владимир Комратов — завмаг
- Виктор Власов — владелец угнанного автомобиля
- Валентин Печников — пьяница
- Александра Терёхина — хозяйка кошки, случайная свидетельница
- Нелли Ильина-Гуцол — консьержка в доме академика
- Иветта Киселёва

## Создание
После смерти Брежнева и ухода с поста главы МВД «куратора» сериала Щёлокова, возник 3-летний перерыв в съёмках сериала. Очередная серия «Знатоков» вышла на экраны в 1985 году, уже после смерти режиссёра Виктора Турбина в сентябре 1984 года.  Впервые в сериале затронули редкую для советского кино и телевидения тему вора-аристократа.
В этой серии привычную песню лейтмотив сериала «Незримый бой» сменила «Если нужно — значит, нужно, Пусть над головой летят года, Наша служба будто сердце, Отдыха не знает никогда» (слова Р. Рождественского, исполняет О. Ухналёв) .